# Dado Cavalcanti
Luis Eduardo Barros Cavalcanti (Arcoverde, Brasil, 9 de juliol del 1983) és un entrenador de futbol. Actualment dirigeix al Coritiba, després d'haver entrenat diferents clubs del Brasil.

## Trajectòria esportiva
- Ulbra
- Brazsat
- Santa Cruz
- América-RN
- Central
- Icasa
- Ypiranga
- Luverdense
- Mogi Mirim
- Paraná Clube
- Coritiba